# Filmfare Award 1957
Der 4. Filmfare Award wurde am Anfang des Jahres verliehen. Bei dieser Verleihung gibt es 12 verschiedene Kategorien. Nur bei den Beliebtheitspreisen gibt es mehrere Nominierungen.

## Gewinner und Nominierte
| Meiste Filmfare Awards | Jhanak Jhanak Payal Baaje (4 Filmfare Awards) |

| Kategorie               | Filmtitel                   | Gewinner            | Weitere Nominierungen     |
| Bester Film             | Jhanak Jhanak Payal Baaje   | Rajkamal Kalamandir |                           |
| Beste Regie             | Jhanak Jhanak Payal Baaje   | V. Shantaram        |                           |
| Bester Hauptdarsteller  | Devdas                      | Dilip Kumar         | Raj Kapoor für Jagte Raho |
| Beste Hauptdarstellerin | Seema                       | Nutan               |                           |
| Bester Nebendarsteller  | Devdas                      | Motilal             | Johny Walker für C.I.D.   |
| Beste Nebendarstellerin | Devdas                      | Vyjayantimala       |                           |
| Beste Story             | Seema                       | Amiya Chakraborty   |                           |
| Beste Musik             | Chori Chori                 | Shankar-Jaikishan   | O. P. Nayyar für C.I.D.   |
| Bester Schnitt          | Shree 420                   | G. G. Mayekar       |                           |
| Beste Kamera            | Shree 420 (Schwarzweißfilm) | Radhu Karmakar      |                           |
| Bestes Szenenbild       | Jhanak Jhanak Payal Baaje   | Kanu Desai          |                           |
| Bester Ton              | Jhanak Jhanak Payal Baaje   | A. K. Parmer        |                           |